# 草野峻平
草野 峻平（くさの しゅんぺい、1988年7月5日 - ）は、日本の男性俳優、声優。懸樋プロダクション所属。埼玉県出身。

## 来歴
両親は役者だったが、結婚時に引退し、その後は普通に働き始めていた 。草野が小学校に入学後、両親は手がかからなくなったことから趣味として地元の市民を集めて劇団のような活動を立ち上げた。公演の時に小学生だった草野は親から「お前出ろ」と言われて初舞台を踏む。中高時代は大学に進学するまではほとんど全く舞台活動はしておらず、観劇もしていなかった。
明治大学文学部演劇学専攻卒。当時は全然演劇を勉強する気は無かったが、母が同大学のパンフレットを「へー、演劇学専攻なんてのがあるのねー」と言って見ていた時に草野がパンフレットを取り、「あー、俺ここ行こ」と言っていたようであり、演劇のことは忘れていたものの、進路選びで「あ、俳優。そうか、その手があったか」と思っていた。その時は演劇学専攻の人たちは「みんな役者になるもんだ」と思っていたが、大学3年生になり周囲が就活し出して困惑していた。役者になる覚悟などがあったわけではなかったが、「就職するのもちげーな」と思ってたことから、ずるずると続けていた。大学時代は明治大学文化プロジェクト（現・明治大学シェイクスピアプロジェクト）第4回の『オセロー』で初舞台を踏み、舞台監修をしていた原田大二郎に師事する。明大演劇演劇学専攻同期が創設した「声を出すと気持ちいいの会」に入団し、2013年まで全公演に出演した。
プロである自覚が生まれたきっかけは、阿佐ヶ谷スパイダース公演の長塚圭史作・演出の舞台『あかいくらやみ 〜天狗党幻譚〜』の手伝いで黒子を演じていたが、その現場で初めてプロの人物たちの仕事ぶりを見て触れて「あ。俺、今のままじゃダメだ」、「ちゃんと、勉強しなきゃ」と感じたからだという。その『あかいくらやみ』で草野が「一番かっこいい」と思っていた横田栄司に憧れ、それまで文学座の芝居は見たことなかったが、「よし、文学座入ろう」と思い、その時にいた劇団を退団し、2014年に文学座附属演劇研究所に入所。

## 人物
学生時代から老け顔だったこともあり、吹き替えでも老け役やきな臭いおじさんの役を得意とする。

## 出演

### テレビアニメ
2020年
- 啄木鳥探偵處（客）

2023年
- 天国大魔境（住民）
- 鴨乃橋ロンの禁断推理（刑事）

2024年
- シャングリラ・フロンティア〜クソゲーハンター、神ゲーに挑まんとす〜（ワイバーンゾンビ） - 2シリーズ
- 怪獣8号（防衛隊幹部）
- 逃げ上手の若君（長崎高資、化け物的な何か）

2025年
- アラフォー男の異世界通販（客D）
- TO BE HERO X（プロジェクト責任者、ゼロプロジェクト責任者）

### 劇場アニメ
- 機動戦士ガンダム 閃光のハサウェイ（2021年、マクシミリアン・ニコライ）
- 岬のマヨイガ（2021年）

### Webアニメ
- 無限の住人-IMMORTAL-（2019年、同心[12]、馬屋[13]）
- 餓狼伝: The Way of the Lone Wolf（2024年）
- BULLET/BULLET（2025年、同僚[8]、住民[9]）

### ゲーム
- Starfield
- Stellar Blade

### 吹き替え

#### 映画
- ヴァンパイア・アカデミー
- ウォンカとチョコレート工場のはじまり
- オッペンハイマー（ケネス・ニコルス〈デイン・デハーン〉）
- グレート・スクープ
- KCIA 南山の部長たち
- ザ・マザー
- スケーターガール
- スピリテッド（コーラス）
- トムとジェリー（保護官）
- ファンタスティック4:ファースト・ステップ[14]
- フューチャー・ウォーズ
- ヘル・フロント 地獄の最前線（メイソン〈トビー・ジョーンズ〉）
- ホテル・ムンバイ（ジャモン）
- モキシー 〜私たちのムーブメント〜
- 落下の解剖学
- ラブ・アゲイン 2度目のプロポーズ（イ部長〈ソン・ドンイル〉）

#### ドラマ
- ヴァイキング 〜海の覇者たち〜（キネハード、ジール）
- ウ・ヨンウ弁護士は天才肌
- NYガールズ・ダイアリー 大胆不敵な私たち
- 刑事ロク 最後の心理戦（コン総務）
- ザ・ルーキー:FEDS FBI新米捜査官ファイル
- JAILERS/ジェイラーズ
- シカゴ・メッド シーズン3
- 64＜シックス・フォー＞〜陰謀のコード〜
- ジャック・リーチャー -正義のアウトロー-
- セヴェランス（ディラン・ジョージ〈ザック・チェリー〉）
- 高い城の男 シーズン3
- ドゥーム・パトロール
- ハイ・デザート
- フォー・オール・マンカインド（パーマー）
- フォールアウト
- マインドハンター
- MACGYVER/マクガイバー シーズン2
- Your Honor/追い詰められた判事
- 理想のふたり
- レ・ミゼラブル

#### アニメ
- サゴミニフレンズ
- ストールンプリンセス:キーウの王女とルスラン
- ディズニー100 リメンバー・ザット 〜語りつがれる物語〜
- ドックのおもちゃびょういん〜ペットレスキューショーツ〜
- ハーフ・ヒーロー（ブリック）
- メック・カデッツ（クラーク）
- 百妖譜（2024年、通行人[15]）
- この恋で鼻血を止めて（2025年、部長[8]、警官[16]）

#### テレビ番組
- 白と黒のスプーン 〜料理階級戦争〜
- 潜入! 世界の危険な刑務所
- 小さなミニチュア鉄道の大冒険 スコットランドの大地をゆく

### 舞台
- 東京夜光
  - いとしの儚
  - BLACK OUT
  - 奇跡を待つ人々
  - 悪魔と永遠
- ゴーチブラザーズ
  - キノの旅（レーゲル）
- コエキモ
  - 黒猫
  - A MIDSUMMER NIGHT′S DREAM
  - 女郎蜘蛛
- 遊戯空間
  - 全段通し仮名手本忠臣蔵
- 明治大学文化プロジェクト
  - オセロー
  - 十二夜
  - ハムレット
- 千賀ゆう子企画
  - 平家物語

### シリーズ一覧
1. ↑  1st season（2024年）、2nd season（2024年）